# زيت خام حلو
الزيت الخام الحلو (بالإنجليزية: Sweet crude oil) هو نوع من البترول، تصنف بورصة نيويورك التجارية النفط الذي يحتوي على أقل من 0.5 ٪ كبريت على أنه حلو .  
ويسمى البترول الذي يحتوي على مستويات أعلى من الكبريت بـالنفط الخام الحامض .
يحتوي الزيت الخام الحلو على كميات صغيرة من كبريتيد الهيدروجين وثاني أكسيد الكربون، ويُستخدم النفط الخام عالي الجودة ومنخفض الكبريت بشكل شائع ليتم تكريره إلى بنزين وهو نفط مرغوب ، خاصة في الدول الصناعية، يعتبر الزيت الخام الخفيف هو النوع الأكثر طلبًا من النفط الخام لأنه يحتوي على جزء كبير يتم معالجته مباشرة ( تجزئة ) إلى البنزين ( النافثا ) والكيروسين والديزل عالي الجودة ( زيت الغاز ).
نشأ مصطلح «حلو (sweet)» من حقيقة أن انخفاض مستوى الكبريت يمنح الزيت مذاقًا حلوًا ورائحة لطيفة نسبيًا ، مقارنة بزيت الكبريت، فقد تذوق المنقبون في القرن التاسع عشر وشموا كميات صغيرة من النفط لتحديد نوعيته. 

## المنتجين
يشمل منتجو النفط الخام الحلو:
- آسيا / المحيط الهادئ :
  - الشرق الأقصى / أوقيانوسيا :
    -  أستراليا
    -  بروناي
    -  الصين
    -  الهند
    -  إندونيسيا
    -  ماليزيا
    -  نيوزيلندا
    -  فيتنام

  - الشرق الأوسط
    -  العراق
    -  السعودية
    -  الإمارات
- أمريكا الشمالية :
  -  الولايات المتحدة
- أوروبا :
  -  روسيا
  -  أذربيجان
  - منطقة بحر الشمال :
    -  النرويج
    -  المملكة المتحدة ( خام برنت )
      -  إنجلترا
      -  اسكتلندا
- أفريقيا :
  - شمال إفريقيا :
    -  الجزائر
    -  ليبيا

  - غرب إفريقيا
    -  نيجيريا
    -  غانا

  - افريقيا الوسطى
    -  أنغولا
    -  جمهورية الكونغو الديمقراطية
    -  جمهورية الكونغو
    -  جنوب السودان
- أمريكا الجنوبية :
  - الغيانا :
    - حوض  سورينام و  غيانا

## التسعير
مصطلح «سعر النفط» كما هو مستخدم في الولايات المتحدة و وسائل الإعلام ، يعني بشكل عام تكلفة البرميل (البرميل 42 غالون) مثلا كمية من خام غرب تكساس الوسيط ، سيتم تسليمها إلى كوشينغ ، أوكلاهوما خلال الشهر المقبل، هذه المعلومات متاحة من بورصة نيويورك التجارية (نايمكس) أو إدارة معلومات الطاقة الأمريكية .

## روابط خارجية
- أسعار النفط من إدارة معلومات الطاقة الأمريكية
- موقع NYMEX